# كلباتا
كلباتا هي قرية لبنانية من قرى قضاء الكورة في محافظة الشمال. تبعد عن بيروت مسافة 71 كلم وترتفع عن سطح البحر مسافة 360 م.